# Bundesrechtsanwaltsordnung
Die Bundesrechtsanwaltsordnung regelt das Berufsrecht der Rechtsanwälte in Deutschland, das heißt die Rechte und Pflichten, die der Rechtsanwalt gegenüber Mandanten und Dritten zu beachten hat, sowie diverse weitere berufsrechtliche Fragen.

## Gesetzesgliederung
1. Teil: Der Rechtsanwalt
2. Teil: Die Zulassung des Rechtsanwalts
3. Teil: Die Rechte und Pflichten des Rechtsanwalts und die berufliche Zusammenarbeit der Rechtsanwälte
4. Teil: Die Rechtsanwaltskammern
5. Teil: Das Anwaltsgericht, der Anwaltsgerichtshof und der Bundesgerichtshof in Anwaltssachen
6. Teil: Die anwaltsgerichtliche Ahndung von Pflichtverletzungen
7. Teil: Das anwaltsgerichtliche Verfahren
8. Teil: Die Rechtsanwaltschaft bei dem Bundesgerichtshof
9. Teil: Die Bundesrechtsanwaltskammer
10. Teil: Die Kosten in Anwaltssachen
11. Teil: Die Vollstreckung der anwaltsgerichtlichen Maßnahmen und der Kosten
12. Teil: Anwälte aus anderen Staaten
13. Teil: Übergangs- und Schlussvorschriften

## Folgen berufsrechtlicher Verstöße
Rechtsanwälte unterliegen der Berufsaufsicht ihrer Rechtsanwaltskammer. Verstößt ein Rechtsanwalt gegen Vorschriften der BRAO oder gegen Vorschriften der BORA, kann die Rechtsanwaltskammer dieses Verhalten mit einer Rüge sanktionieren. Die Rechtsanwaltskammern führen zur Erfüllung ihrer Aufgaben Akten über ihre Mitglieder (§ 60 Absatz 1 BRAO), welche insbesondere in Bezug auf das Mitglied geführte berufsaufsichtliche Verfahren betreffende Dokumente enthalten (§ 58 Absatz 1 BRAO: Mitgliederakten). Die Ahndung schwerer berufsrechtlicher Verfehlungen findet hingegen vor dem Anwaltsgericht statt. Die Verfolgung einer Pflichtverletzung verjährt fünf Jahre nach Beendigung der Tat (§ 115 BRAO), abweichend davon bei anwaltsgerichtlichen Verfahren, nach zehn (§ 114 Abs. 1 oder 2 Nr. 4 BRAO) bzw. 20 Jahren (§ 114 Abs. 1 oder 2 Nr. 5 BRAO). Über eine Pflichtverletzung eines Mitglieds der Rechtsanwaltskammer, die zugleich Pflichten eines anderen Berufs verletzt, dessen Berufsaufsicht dieses Mitglied untersteht, ist zunächst im anwaltsgerichtlichen Verfahren zu entscheiden, wenn die Pflichtverletzung überwiegend mit der Ausübung des Berufs des Rechtsanwalts in Zusammenhang steht (§ 118a Absatz 1 BRAO).